# 孔子扫盲奖
联合国教科文组织孔子扫盲奖（英語：The UNESCO Confucius Prize for Literacy），简称孔子扫盲奖，是2005年联合国教科文组织第172届执行局会议上决定设立的扫盲奖项，根据《联合国教科文组织孔子扫盲奖章程》“奖励在从事农村成年人、辍学青年、尤其是妇女和女童的扫盲工作中表现突出的个人、政府或政府机构以及非政府组织（NGOs）所做的工作”由曲阜市人民政府每年出资150,000美元（按当期汇率以人民币出资），每年颁发一次，一次颁发两份，联合国教科文组织5个“扫盲奖”的每份奖金均为2万美元，2006年在联合国教科文组织巴黎总部首次颁发。
曲阜当局和儒家人员经常称本奖为“孔子教育奖”，后来在中国曲阜国际孔子文化节上与孔子文化奖、孔子旅游奖等奖项一起颁发。

## 设立
- 所谓“孔子教育奖”是2001年底由山东省旅游顾问张仁平等提出的。
- 2004年4月，山东省人民政府和济宁市人民政府分别致函中国联合国教科文组织全国委员会，正式提出申报设立；2004年7月，向联合国教科文组织承诺出资设立孔子扫盲奖。
- 据联合国教科文组织172 EX/12文件称，在2004年12月1日的一封信中，中国联合国教科文组织全国委员会秘书长向联合国教科文组织总干事提出，愿提供资金支持设立一项名为“联合国教科文组织孔子扫盲奖”的奖项，该奖项之目的是奖励那些为农村成年人、辍学青年、尤其是妇女和女童等的扫盲工作表现突出的个人、政府机构和非政府组织（NGOs）。
- 2005年9月27日，中共曲阜市委宣传部外宣办副主任张明哲说：“我们已向联合国教科文组织递交了设置孔子奖的申请，这是首次以中国人名字命名的国际最高级别的奖项。不出意外的话，奖项明后年就能通过。”[1]
- 2005年8月11日，联合国教育、科学及文化组织执行局第172届会议通过临时议程项目11的议案，批准设立由中华人民共和国出资的“联合国教科文组织孔子扫盲奖”。

## 经费
根据《联合国教科文组织孔子扫盲奖章程》规定：
- 孔子扫盲奖由中华人民共和国政府出资（第一年申请孔子奖的费用约15万美元，由山东省旅游局出资。曲阜市人民政府已向联合国教科文组织承诺，从第二年起，每年出资15万美元，按当期汇率以人民币出资。[1]），每年出资150,000美元。
  - 孔子扫盲奖的内容包括：
    - 两名获奖者每人将得到20,000美元奖金，每年奖金共计40,000美元。
    - 两名获奖者每人将得到“一次去中国的扫盲项目点参观考察的机会”（待查）。

  - 孔子扫盲奖的所有辅助人员和运作/管理费估计为110,000 美元（“为此，总干事将确定适用的应由根据本奖《财务条例》所设立的特别账户支付的法定管理费数额。”），完全由中华人民共和国政府提供，包括：
    - 颁奖仪式的所有费用
    - 宣传活动、宣传材料的制作和散发的所有费用

## 历年获奖者
- 2006年
  -  摩洛哥王国国民教育部, for its innovative national literacy initiative
  -  印度拉贾斯坦邦文化能力与继续教育机构 （页面存档备份，存于）, for its Useful Learning through Literacy and Continuing Education Programme in Rajasthan
- 2007年
  -  尼日利亚 Family Re-orientation Education and Empowerment (FREE)
  -  美国 Reach Out and Read
- 2008年
  -  埃塞俄比亚 成人和非正式教育协会 (ANFEAE)
  -  南非 Operation Upgrade
- 2009年
  -  阿富汗 SERVE Afghanistan
  -  菲律宾 Municipal Literacy Coordinating Council

## 社会影响
，如曲阜孔子研究院学术研究部部长齐经疆宣称：“这个奖项的设立，跟诺贝尔奖对于瑞典的意义一样。”

## 相关奖项

### 孔子奖
- 2009年，中华人民共和国文化部和山东省人民政府设立“孔子文化奖”，主要表彰奖励在儒学研究和普及方面作出突出贡献的儒学研究者、机构和非政府组织，每年评选一次。
- 山东地方政府还会同中华人民共和国国家旅游局设立“孔子旅游奖”。

### 扫盲奖
- “娜杰日达·克·克鲁普斯卡娅国际文化奖” (Nadezhda K. Krupskaya International Cultural Prize)，由苏联政府捐助。1970年至1992年期間，每年9月8日国际扫盲日时由联合国教科文组织颁发，表彰扫盲出色的组织机构和个人，故又称“教科文组织扫盲奖”(UNESCO International Literacy Prize)。
- 伊拉克扫盲奖(Iraqi Literacy Award)，1991年海湾战争后奖项撤消。
- 野间扫盲奖(Noma Literacy Prize)，1980年由日本最大的综合型出版社世谈社设立，以该社社长姓氏命名。
- 国际阅读协会扫盲奖(International Reading Association Literacy Award)，1979年创立。
- 世宗王扫盲奖(King Sejong Literacy Prize)，1990由大韩民国政府设立，分两个奖项。
- 马尔科姆·阿迪塞希亚国际扫盲奖(Malcolm Adiseshiah International Literacy Prize)，以联合国教科文组织前副总干事马尔科姆·阿迪塞希亚命名，1998年开始颁发，奖金为2万美元。
- 穆罕默德·礼萨·巴列维奖(Mohammed Reza Pahlavi Literacy Prize)。[4]